# Bandera de Cap Verd
La bandera de la República de Cap Verd compta amb deu estrelles, que simbolitzen les deu illes que componen l'arxipèlag: Brava, Fogo, Santiago, Maio, Boa Vista, Sal, São Nicolau, Santa Luzia, São Vicente i Santo Antão. El blau del fons representa la mar, que envolta al país; el color blanc simbolitza el pacifisme dels capverdians, i el vermell la seva voluntat de treball.

## Colors i dimensions
El Boletim Oficial dona els matisos oficials dels colors de la bandera (així com els colors de les armes de la República):
| Model   | Blau              | Vermell             | Groc             | Blanc          |
| ------- | ----------------- | ------------------- | ---------------- | -------------- |
| Pantone | 287C              | 186C                | 116C             | Blanc          |
| HTML    | 003893            | CF2027              | F7d116           | FFFFFF         |
| RGB     | 0 - 56 - 147      | 207, 32, 39         | 247, 209, 22     | 255, 255, 255  |
| CMYK    | 100%, 89%, 8%, 2% | 12%, 100%, 100%, 3% | 4%, 15%, 98%, 0% | 0%, 0%, 0%, 0% |

El Pantone, CMYK i RGB són oficials tal com es publica al butlletí, mentre que el color HTML és una interpretació dels estàndards Pantone.